# Иланская (станция)
Ила́нская — железнодорожная станция Красноярского региона Красноярской железной дороги, расположенная на главном ходу Транссиба, в городе Иланском Красноярского края.

## История
В 1894 году, в связи со строительством Транссибирской магистрали в пяти верстах от села Иланского началось строительство депо и станции. При станции Иланской возник посёлок. Изменился хозяйственный уклад села Иланского (современное название Старая Илань): возникли промыслы, связанные с железной дорогой (заготовка леса для шпал и построек, выжигание древесного угля для кузниц станции).

## Назначение
На станции производится:
- приём и выдача повагонных отправок грузов (открытая площадка);
- приём и выдача поваг. и мелк. отправок (подъездные пути);
- приём и выдача повагонных отправок грузов (крытые склады);
- приём и выдача грузов в универсальных контейнерах (3 и 5 тонн);
- продажа пассажирских билетов;
- приём и выдача багажа[2].

## Дальнее сообщение
На станции останавливаются все поезда дальнего следования. На станции имеется локомотивное депо.
По графику 2020 года через станцию проходят следующие поезда дальнего следования:

### Круглогодичное движение поездов
| № поезда   | Маршрут движения             | № поезда   | Маршрут движения              |
| ---------- | ---------------------------- | ---------- | ----------------------------- |
| 1 «Россия» | Владивосток — Москва         | 2 «Россия» | Москва — Владивосток          |
| 3          | Пекин — Москва               | 4          | Москва — Пекин                |
| 5          | Улан-Батор — Москва          | 6          | Москва — Улан-Батор           |
| 7          | Владивосток — Новосибирск    | 8          | Новосибирск — Владивосток     |
| 11         | Владивосток — Самара         | 12         | Самара — Владивосток          |
| 69         | Чита — Москва                | 70         | Москва — Чита                 |
| 75         | Нерюнгри — Москва            | 76         | Москва — Нерюнгри             |
| 81         | Улан-Удэ — Москва            | 82         | Москва — Улан-Удэ             |
| 91         | Северобайкальск — Москва     | 92         | Москва — Северобайкальск      |
| 97         | Тында — Кисловодск           | 98         | Кисловодск — Тында            |
| 99         | Владивосток — Москва         | 100        | Москва — Владивосток          |
| 111        | Северобайкальск — Красноярск | 112        | Новосибирск — Северобайкальск |
| 605        | Карабула — Красноярск        | 606        | Красноярск — Карабула         |

### Сезонное движение поездов
| № поезда | Маршрут движения        | № поезда | Маршрут движения        |
| -------- | ----------------------- | -------- | ----------------------- |
| 205      | Иркутск — Анапа         | 206      | Анапа — Иркутск         |
| 229      | Северобайкальск — Анапа | 230      | Анапа — Северобайкальск |
| 235      | Тында — Анапа           | 236      | Анапа — Тында           |
| 241      | Иркутск — Адлер         | 242      | Адлер — Иркутск         |
| 269      | Чита — Адлер            | 270      | Адлер — Чита            |
| 273      | Северобайкальск — Адлер | 274      | Адлер — Северобайкальск |